# Saint-Martin-de-Fontenay

Saint-Martin-de-Fontenay este o comună în departamentul Calvados, Franța. În 1 ianuarie 2022 avea o populație de 2.511 de locuitori.